# 博尼維爾米爾斯 (印地安納州)
博尼維爾米爾斯（英語：Bonneyville Mills）是位於美國印地安納州埃爾克哈特縣的一個非建制地區。該地的面積和人口皆未知。